# Barbey-Seroux
Barbey-Seroux és un municipi francès, situat al departament dels Vosges i a la regió del Gran Est. L'any 2007 tenia 137 habitants.

## Demografia

### Població
El 2007 la població de fet de Barbey-Seroux era de 137 persones. Hi havia 48 famílies, de les quals 9 eren unipersonals (9 homes vivint sols), 22 parelles sense fills i 17 parelles amb fills.
La població ha evolucionat segons el següent gràfic:
Habitants censats

### Habitatges
El 2007 hi havia 76 habitatges, 50 eren l'habitatge principal de la família, 24 eren segones residències i 3 estaven desocupats. 70 eren cases i 6 eren apartaments. Dels 50 habitatges principals, 39 estaven ocupats pels seus propietaris, 9 estaven llogats i ocupats pels llogaters i 2 estaven cedits a títol gratuït; 3 tenien dues cambres, 6 en tenien tres, 12 en tenien quatre i 28 en tenien cinc o més. 37 habitatges disposaven pel capbaix d'una plaça de pàrquing. A 23 habitatges hi havia un automòbil i a 26 n'hi havia dos o més.

### Piràmide de població
La piràmide de població per edats i sexe el 2009 era:
| Homes | Edats   | Dones |
| ----- | ------- | ----- |
| 0     | 95 o +  | 0     |
| 0     | 90 a 94 | 0     |
| 0     | 85 a 89 | 0     |
| 0     | 80 a 84 | 0     |
| 0     | 75 a 79 | 0     |
| 0     | 70 a 74 | 0     |
| 0     | 65 a 69 | 4     |
| 4     | 60 a 64 | 8     |
| 0     | 55 a 59 | 4     |
| 8     | 50 a 54 | 0     |
| 4     | 45 a 49 | 4     |
| 4     | 40 a 44 | 8     |
| 0     | 35 a 39 | 4     |
| 8     | 30 a 34 | 4     |
| 4     | 25 a 29 | 0     |
| 8     | 20 a 24 | 0     |
| 12    | 15 a 19 | 4     |
| 4     | 10 a 14 | 4     |
| 4     | 5 a 9   | 4     |
| 8     | 0 a 4   | 0     |

## Economia
El 2007 la població en edat de treballar era de 97 persones, 67 eren actives i 30 eren inactives. De les 67 persones actives 59 estaven ocupades (37 homes i 22 dones) i 8 estaven aturades (4 homes i 4 dones). De les 30 persones inactives 12 estaven jubilades, 8 estaven estudiant i 10 estaven classificades com a «altres inactius».
Activitats econòmiques
Dels 5 establiments que hi havia el 2007, 1 era d'una empresa extractiva, 2 d'empreses de fabricació d'altres productes industrials, 1 d'una empresa d'hostatgeria i restauració i 1 d'una empresa de serveis.

## Poblacions més properes
El següent diagrama mostra les poblacions més properes.